# Agathosma bicornuta
Agathosma bicornuta är en vinruteväxtart som beskrevs av Robert Allen Dyer. Agathosma bicornuta ingår i släktet Agathosma och familjen vinruteväxter. Inga underarter finns listade i Catalogue of Life.